# ديفيد مارتن

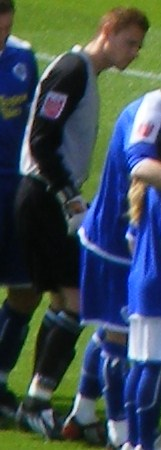
ديفيد مارتن

ديفيد إدوارد مارتن (بالإنجليزية: David Edward Martin)‏، من مواليد 22 يناير 1986 في رومفورد في إنجلترا، لاعب كرة قدم إنجليزي يلعب في مركز حراسة المرمى.
بدأ مسيرته الكروية مع نادي ويمبلدون في موسم 2003/2004، ولعب معهم مباراتين، وفي عام 2004 انتقل إلى نادي ميلتون كينز دونز، ولعب معهم حتى عام 2006، وشارك معهم في 15 مباراة، ومنذ عام 2006 وهو يلعب مع نادي ليفربول، وفي عام 2007 أعير إلى نادي أكرينغتون ستانلي، ولعب معهم 10 مباريات.

## روابط خارجية
- ديفيد مارتن على موقع الاتحاد الأوربي (الإنجليزية)
- ديفيد مارتن على موقع قاعدة بيانات كرة القدم.إي يو (الإنجليزية)
- ديفيد مارتن على موقع Soccerbase.com (لاعب) (الإنجليزية)
- ديفيد مارتن على موقع Soccerway.com (الإنجليزية)
- ديفيد مارتن على موقع عالم كرة القدم.نت (الإنجليزية)
- ديفيد مارتن على موقع كووورة